# Chelsea Specht
Chelsea D. Specht ( n. 1970 ) es una botánica estadounidense. Es Profesora Asistente, habiendo obtenido su doctorado Ph.D. en Sistemática Vegetal y Evolución, en la Universidad de Nueva York, en 2004; y anteriormente su B.A. en Biología, en la Universidad de Delaware, en 1993.
Realiza investigaciones en la familia Costaceae en evolución molecular, desarrollo floral, y biogeografía.

## Algunas publicaciones
- C.Sass; C.D.Specht. Phylogenetic estimation of the core Bromeliads with an emphasis on the genus Aechmea (Bromeliaceae). Molecular Phylogenetics and Evolution. En prensa
- C.D. Specht; M.E. Bartlett. 2009. Flower evolution: the origin and subsequent diversification of the angiosperm flower. Annual Review of Ecology Evolution and Systematics 40:217-243. PDF
- Kirchoff, B.K., L.P. Lagomarsino, W.H. Newman, M.E. Bartlett & C.D. Specht. 2009. Early floral development in Heliconia latispatha and comparative evolution across Zingiberales. American Journal of Botany 96(3):1-15. PDF
- Renner, T., J. Bragg, H.E. Driscoll, J. Cho, A. Jackson & C.D. Specht. 2009. Viral Induced Gene Silencing as a tool for investigating floral developmental genetics in the Zingiberales. Molecular Plant 3:1-11. PDF
- Ling-Jing Chen, Zhao-Yan Diao, C.D. Specht, and Z. Renee Sung. 2009. Molecular Evolution of VEF-Domain-Containing PcG Genes in Plants. Molecular Plant 2:738-754. doi:10.1093/mp/ssp032
- Nguyen, N, H.E. Driscoll, C.D. Specht. 2008. A molecular phylogeny of the wild onions (Allium; Alliaceae) with a focus on the western North American center of diversity. Molecular Phylogenetics and Evolution 47: 1157-1172 PDF
- Bartlett, M.E., B.K. Kirchoff, and C.D. Specht. 2008. Epi-illuminescence microscopy coupled to in situ hybridization and its utility in the study of evolution and development in non-model species. Development, Genes and Evolution 218(5): 273-279. PDF
- Kress, W. J., M. Newman, A. Poulsen, C. D. Specht. 2007. An analysis of generic circumscriptions in tribe Alpinieae (Alpinioideae: Zingiberaceae). The Gardens’ Bulletin Singapore 59: 113-128.
- Sass, C., D. Little, D.W. Stevenson and C.D. Specht. 2007. DNA-Barcoding in the Cycadales: Testing the potential of proposed barcoding markers for species identification of Cycads. PloS-ONE. 11: e1154. PDF
- Funk, Vicki and C.D. Specht. 2007. Meta-trees: grafting for a global perspective. Proceedings of the Biological Society of Washington. 120(2): 233-241. PDF
- Davis, J.I., G. Petersen, O. Seberg, D.W. Stevenson, C.R. Hardy, M.P. Simmons, F.A. Michelangeli, D.H. Goldman, L.M. Campbell, C.D. Specht, J.I. Cohen. 2006. Are mitochondrial genes useful for the analysis of monocot relationships? Taxon 55:857-870.
- Sjölander, K. and Specht, C.D. “Functional prediction through phylogenetic inference and structural classification of proteins.” 2007. In R. Apweiler [ed.], The Encyclopedia of Genetics, Genomics, Proteomics, and Bioinformatics. J. Wiley & Sons, Ltd., West Sussex, RU
- Specht, C.D. “Gondwanan Vicariance or Dispersal in the Tropics? The biogeographic history of the tropical monocot family Costaceae (Zingiberales).” 2006. In J. T. Columbus, E. A. Friar, C. W. Hamilton, J. M. Porter, L. M. Prince, and M. G. Simpson, [eds.], Monocots: comparative biology and evolution. Rancho Santa Ana Botanic Garden, Claremont, California. PDF 277 kb
- Kress, W.J. and Specht, C.D. “The evolutionary and biogeographic origin and diversification of the tropical monocot order Zingiberales.” 2006. In J. T. Columbus, E. A. Friar, C. W. Hamilton, J. M. Porter, L. M. Prince, and M. G. Simpson, [eds.], Monocots: comparative biology and evolution. Rancho Santa Ana Botanic Garden, Claremont, California. PDF 277 kb
- Petersen, G., O. Seberg, J.I. Davis, D.H. Goldman, D.W. Stevenson, L.M. Campbell, F.A. Michelangeli, C.D. Specht, M.W. Chase, M.F. Fay, J.C. Pires, J.V. Freudenstein, C. R. Hardy and M.P. Simmons. 2006. “Mitochondrial DNA and Monocot Phylogeny.” In J. T. Columbus, E. A. Friar, C. W. Hamilton, J. M. Porter, L. M. Prince, and M. G. Simpson, [eds.], Monocots: comparative biology and evolution. Rancho Santa Ana Botanic Garden, Claremont, California. PDF 380 kb

- La abreviatura «C.D.Specht» se emplea para indicar a Chelsea Specht como autoridad en la descripción y clasificación científica de los vegetales.[2]